# Normanville, Eure
Normanville är en kommun i departementet Eure i regionen Normandie i norra Frankrike. Kommunen ligger i kantonen Évreux-Nord som tillhör arrondissementet Évreux. År 2022 hade Normanville 1 164 invånare.

## Befolkningsutveckling
Antalet invånare i kommunen Normanville
Referens:INSEE